# Khứu giác
Khứu giác (hay cảm giác mùi) là một trong năm giác quan của con người và động vật. Giác quan này có tác dụng cảm nhận mùi thông qua việc hít thở thông thường hay bằng hành vi đánh hơi. Ở người cơ quan này là mũi. Ở các động vật bậc cấp, giác quan này có vai trò rất quan trọng; ở người vai trò của khứu giác có phần giảm sút.